# Streptocarpus coursii
Streptocarpus coursii är en tvåhjärtbladig växtart som beskrevs av Jean-Henri Humbert. Streptocarpus coursii ingår i släktet Streptocarpus och familjen Gesneriaceae. Inga underarter finns listade i Catalogue of Life.